# Дроссельная заслонка

Дроссельная заслонка в закрытом (сверху) и открытом положениях

Дроссельная заслонка — механический регулятор проходного сечения канала, изменяющий количество протекающей в канале среды — жидкости или газа.
Дроссель (удушитель, душащий — нем.) — устройство, постоянное проходное сечение которого значительно меньше сечения подводящего трубопровода. Дроссель регулирует расход, изменяя параметры течения среды, протекающей через него. Одним из видов дросселя является жиклёр. Часто дроссели используются в системах теплоснабжения для ограничения расхода первичной горячей воды.
Дроссельный клапан — разновидность дросселя, в которой общее количество протекающей через него среды изменяется за счёт соотношения времени состояния полного открытия и полного закрытия клапана. Часто это устройство называют актуатором. Актуаторы имеют чрезвычайно широкое распространение как исполняющие элементы в дозирующих устройствах с широтно-импульсным электронным управлением. Например, в карбюраторах актуаторы являются основными дозирующими элементами в главных дозирующих системах обеих смесительных камер.
Дроссельная заслонка карбюратора регулирует количество горючей смеси, образующейся в карбюраторе и поступающей в цилиндры двигателя внутреннего сгорания.
Собственно дроссельная заслонка у карбюратора с падающим потоком представляет собой жёсткую пластину, закреплённую на вращающейся оси, помещённую в самой нижней части смесительной камеры.
В горизонтальных карбюраторах дросселем часто является вертикальный шибер, расположенный в зоне малого диффузора и регулирующий его проходное сечение. Поднимаясь, он увеличивает проходное сечение диффузора. В подавляющем большинстве случаев он же регулирует проходное сечение главного топливного жиклера, перемещая в нём регулирующую иглу переменного профиля.
В карбюраторах постоянного разрежения дроссельная заслонка сама по себе ничем не отличается от таковой у карбюратора с падающим потоком.
В системе впрыска топлива дроссельная заслонка представляет собой отдельный узел, стоящий в воздушном тракте последовательно и дозирующий количество воздуха на входе в коллектор. Дело в том, что соотношение «бензин — воздух» в цилиндре впрыскового двигателя должно оставаться стехиометрическим, то есть, система управления должна иметь возможность при работе двигателя на неполных режимах ограничивать не только подачу топлива, но и подачу воздуха.
Привод дроссельной заслонки может быть механическим и электромеханическим.
В первом случае ось дросселя поворачивается усилием ноги, нажимающей на педаль, посредством рычажно-шарнирного устройства или тросика Боудена. На мотоциклах и мопедах управление дроссельной заслонкой осуществляется вращением одной из ручек на руле. В автомобилях среднего и высшего класса в 50-х-60-х годах XX века предусматривалась сдвоенная система привода: от руки манеткой и педалью (собственно, «Акселератор»). Их (например, в ГАЗ-21) связывали между собой так, что при перемещении водителем манетки педаль опускалась, таким образом, выдвигая манетку, водитель задавал нижний предел открытия дросселя. Оперативное управление дросселем производилось педалью. При отпускании педали дроссель оставался в положении, заданном вручную. При закрывании воздушной заслонки карбюратора дроссельная заслонка приоткрывается системой тяг и рычагов, расположенных на карбюраторе.
Во втором случае — при использовании системы электронного управления — поворот оси дросселя непосредственно осуществляет шаговый электродвигатель. Педаль в этом случае механически связана со следящим устройством, чаще всего переменным резистором или магнитометрическим датчиком, которое задает системе управления двигателем параметр «желаемая мощность на валу».